# Concordia de Toledo
La concordia de Toledo o paz de Toledo fue el «contrato de paz y concordia» firmado en Toledo el 22 de septiembre de 1436 por los representantes de la Corona de Castilla y de la Corona de Aragón y del reino de Navarra para sellar la paz definitiva de la guerra castellano-aragonesa de 1429-1430 tras haberse cumplido los cinco años de las treguas de Majano que pusieron fin a las hostilidades en julio de 1430. Como garantía del tratado se acordó el matrimonio del príncipe de Asturias, don Enrique, con la hija mayor del rey de Navarra, doña Blanca.

## Antecedentes
Tras la guerra castellano-aragonesa de 1429-1430 cuyas hostilidades finalizaron con las treguas de Majano, el rey de la Corona de Aragón Alfonso el Magnánimo retomó su ambición de hacerse con el trono del reino de Nápoles y zarpó con su flota con destino al reino de Sicilia a donde llegó el 2 de julio de 1432. Dos años después se le unieron sus tres hermanos, los infantes de Aragón don Enrique y don Pedro y el rey consorte de Navarra don Juan, este último para intentar conseguir que Alfonso el Magnánimo volviese a la península ibérica para que se ocupase de sus asuntos en Castilla una vez que estaba a punto de cumplirse el plazo de cinco años estipulado en las treguas de Majano. Pero la muerte de la reina Juana II de Nápoles el 2 de febrero de 1435 hizo que el rey de Aragón abandonara sus planes de regreso y se dispusiera a intentar arrebatar a Renato I de Anjou el trono napolitano.
Sin embargo, en la batalla de Ponza (5 de agosto de 1435) la armada real aragonesa fue derrotada por la armada genovesa y los reyes de Aragón y de Navarra y el infante don Enrique fueron hechos prisioneros junto con un gran número de nobles. Todos ellos fueron conducidos a Génova y desde allí a Milán, donde el duque Felipe María Visconti, sin embargo, no los trató como enemigos sino que selló una alianza con Alfonso el Magnánimo. El primer resultado concreto del acuerdo fue la puesta en libertad de don Juan quien el 2 de noviembre embarcó en Porto Venere rumbo a Barcelona a donde llegó el 30 de diciembre. Poco después era puesto en libertad Alfonso el Magnánimo y casi al mismo tiempo el infante don Pedro conseguía tomar la codiciada la plaza de Gaeta. Este éxito indujo al rey Alfonso a continuar en Italia por lo que el 20 de enero de 1436 nombró a su hermano Juan lugarteniente real en los reinos de Aragón y de Valencia y colugarteniente en el Principado de Cataluña, honores de los que tomó posesión el 31 de marzo de 1436.

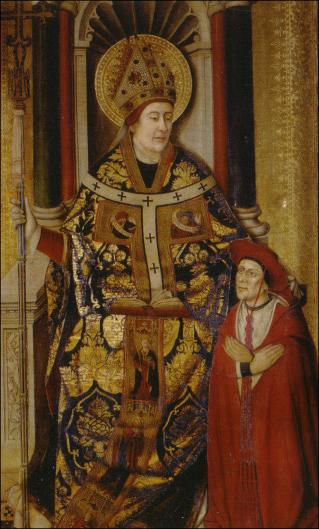
San Ildefonso con el cardenal Alfonso de Borja orante, hacia 1452. Alfonso de Borja, arzobispo de Valencia, fue uno de los negociadores de la Concordia de Toledo

Mientras los reyes de Aragón y de Navarra se encontraban en Italia, sus respectivas esposas pidieron a Juan II de Castilla que prorrogara por tres meses las treguas de Majano que concluían en julio de 1435. El rey castellano accedió y después de producirse la derrota aragonesa en la batalla de Ponza las prolongó otros cinco meses más tras entrevistarse en Soria con la reina María de Aragón, su hermana. Así cuando don Juan volvió de Italia y tomó posesión de las lugartenencias de Aragón y de Valencia tuvo la oportunidad de negociar con el rey castellano la paz definitiva. Para ello envió a Castilla a dos embajadores suyos, Alfonso de Borja, obispo de Valencia (y futuro papa con el nombre de Calixto III), y el noble aragonés Juan de Luna y, aunque al principio las conversaciones no avanzaron, durante la primavera y el verano de 1436 llegaron a buen puerto. El 22 de septiembre de 1436 se firmaba en Toledo el «contrato de paz y concordia» entre las coronas de Aragón, de Castilla y de Navarra.

## El «contrato de paz y concordia»
Como ha señalado Jaume Vicens Vives, «el principal camino para soslayar las diferencias internas y externas de Castilla con los reyes de Aragón y Navarra se buscó en la ratificación de los lazos de parentesco que unían las dos ramas del linaje de Trastámara». Y así quedó plasmado en el primer capítulo del tratado en el que se estableció el matrimonio del príncipe de Asturias don Enrique con la infanta navarra doña Blanca, hija mayor de don Juan. Este le donó como dote una parte de las posesiones castellanas que le habían sido confiscadas en la guerra castellano-aragonesa de 1429-1430 ―concretamente las villas de Medina del Campo, Aranda de Duero, Roa, Olmedo y Coca, más el marquesado de Villena―, aunque hasta que no se consumara el matrimonio, para lo que se había establecido un plazo de cuatro años —«la corta edad de los contrayentes determinó que hasta cuatro años más tarde, cuando el príncipe Enrique contara con 15 años y su esposa con 16, no se celebraran los solemnes desposorios»—, esos bienes serían administrados por don Juan a excepción de los castillos y fortalezas que quedarían para el rey de Castilla. Si el matrimonio se disolvía, carecía de hijos o doña Banca fallecía, la dote revertiría a la Corona castellana. En el acuerdo no se mencionaban el resto de posesiones castellanas de don Juan confiscadas en 1430 y que habían sido repartidas entre la nobleza, lo que, según Jaume Vicens Vives, «revela que sobre este extremo no había podido llegarse a un acuerdo, y que aquél [don Juan] se reservaba cualquier acción en el momento oportuno». Lo mismo sucedió con las posesiones confiscadas a los infantes don Pedro y don Enrique y en cuanto al maestrazgo de Santiago que había detentado este último hasta 1430 se optó por una redacción muy vaga: «que en lo del maestrazgo de Santiago non se faga innovación, salvo quando el condestable [don Álvaro de Luna] será administrador dar las encomiendas e hábitos por la bulla del Papa».
Como compensación por los bienes que no les iban a ser restituidos el rey Juan II de Castilla se comprometió a pagar anualmente 10.000 florines a don Juan y 21.500 a su hijo Carlos de Viana; 15.000 al infante don Enrique y otros 15.000 a su esposa; y 5.000 para el infante don Pedro. También se acordó que ninguno de ellos pudiera entrar en Castilla sin el permiso del rey.
Por último en el «contrato de paz y concordia» se estableció la devolución de las poblaciones fronterizas ocupadas por cada bando durante la guerra y el compromiso de que ninguna de las partes concertaría ligas o alianzas para perjudicar a la otra. Así el rey castellano tuvo que devolver al reino de Navarra Laguardia, Assa, Tudején, Buradón, Gorriti, Tolonio, Toro, Castejón, Araciel y Sartaguda. Briones fue incorporado a Castilla aunque bajo el señorío personal de Juan de Navarra.

## Valoración
En la valoración del «contrato de paz y concordia» de Toledo los historiadores se han preguntado por qué don Juan, lugarteniente de los reinos de Aragón y Valencia, colugarteniente del Principado de Cataluña y rey consorte de Navarra, aceptó unas condiciones tan poco favorables para sus intereses, ya que como ha señalado César Álvarez Álvarez las rentas que acordaron en compensación por la no devolución de sus señoríos eran «ciertamente mínimas». Jerónimo Zurita respondió poniendo en boca de don Juan la siguiente frase: «que condescendió por bien de la paz». Por el contrario, Jaume Vicens Vives considera que esta declaración «oculta el verdadero propósito de su acción diplomática: el pacto de Toledo era el único puente para regresar a Castilla y defender personalmente sus derechos a la hegemonía política y financiera en el vecino reino». Con esta última valoración está de acuerdo César Álvarez Álvarez, quien afirma que «era la manera de que este infante de Aragón, y rey de Navarra, se reintegrara a los asuntos políticos castellanos».